# Arnaud Aron
Pour les articles homonymes, voir Aron.
Arnaud Aron (11 mars 1807, Soultz-sous-Forêts, Bas-Rhin- 3 avril 1890, Strasbourg) est un rabbin français, Grand-rabbin de Strasbourg pendant presque soixante ans.

## Éléments biographiques
Arnaud Aron est né le 11 mars 1807 à Soultz-sous-Forêts, Bas-Rhin. Il est le fils de Léopold Aron, un important négociant alsacien et l'arrière-grand-père de Lisette de Brinon.

### Études
La famille d'Arnaud Aron le destine à une carrière rabbinique. Il étudie à Haguenau, Bas-Rhin, puis à Francfort-sur-le-Main, Hesse, en Allemagne.

### Rabbin de Hégenheim
En 1830, Arnaud Aron devient le rabbin de Hégenheim, Haut-Rhin. C'est dans cette ville qu'il épouse Caroline Franck. Ils ont sept enfants.

### Grand-rabbin de Strasbourg
En 1833, à la suite de la démission du Grand-rabbin de Strasbourg, Séligmann Goudchaux, le consistoire de Strasbourg dirigé par Louis Ratisbonne décide de nommer comme son successeur le rabbin Arnaud Aron. Il n'a que 27 ans. Il lui faut une dispense pour occuper le poste, car il n'a pas l'âge requis de 30 ans. Il demeure Grand-rabbin de Strasbourg pendant près de soixante ans.

### Rabbin de la Synagogue de la rue Saint-Hélène à Strasbourg
Arnaud Aron est le rabbin de la synagogue consistoriale de la rue Sainte-Hélène (Strasbourg 1834-1898), inaugurée le 8 septembre 1834. Il fait installer un orgue dans cette synagogue consistoriale.

## Œuvres
- Prières d'un cœur israélite, 1853.

## Honneurs
- 1868 : chevalier de la Légion d'honneur[3].
- Décoré par Guillaume Ier l'empereur d'Allemagne pour son action en 1870, durant le siège de Strasbourg. Il se joint à l'archevêque de Strasbourg pour hisser le drapeau blanc sur la cathédrale de Strasbourg.